# Trichocera japonica
Trichocera japonica is een muggensoort uit de familie van de wintermuggen (Trichoceridae). De wetenschappelijke naam van de soort is voor het eerst geldig gepubliceerd in 1915 door Matsumura.